# Ceresium aethiops
Ceresium aethiops là một loài bọ cánh cứng trong họ Cerambycidae.